# Neuri
Els Neuri (llatí neuri, grec Νευροί neuroi) van ser un poble del nord d'Europa que Heròdot situa entre Polònia i Lituània a la regió del riu Bug. Aquest poble tenia moltes semblances amb els escites, però no eren d'aquesta ètnia sinó que probablement eren eslaus. Herodot afirma que una generació abans de l'expedició del rei persa Darios el Gran, a finals del segle vi aC, els neuri van abandonar el seu país envaït per una plaga de serps, i es van veure obligats a anar a viure entre els budins. L'historiador grec els qualifica de bruixots i diu que eren licantrops, ja que no n'hi havia cap que, almenys una vegada a l'any, no es transformés en llop durant uns quants dies, i després tornava a la forma humana. Probablement són el mateix poble que Ptolemeu esmenta com navari (grec nauaroi).